# Список озёр Челябинской области
В Челябинской области насчитывается свыше 3748 озёр. Из них 53 является крупными, площадью более 10 км².
Подавляющая часть гидронимов Челябинской области, как и львиная доля её топонимии, происходят башкирского языка, являющихся автохтонными языками Южного Урала. Типичные форманты: «куль» (озеро), «елга», «узян» (река). Отдельные гидронимы (Миасс, Исеть) распознаются как раннеугорские, попавшие в русский язык через посредство башкирского языка.

## А
- Абаткуль
- Агардя́ш
  - Большой Агардяш55°32′57″ с. ш. 60°15′21″ в. д.HGЯO
  - Ма́лый Агардя́ш55°31′06″ с. ш. 60°20′16″ в. д.HGЯO
- Агашкуль
- Азбай 54°41′37″ с. ш. 61°56′33″ в. д.HGЯO
- Айбат 54°53′13″ с. ш. 62°02′48″ в. д.HGЯO
- Айдыкуль 55°47′ с. ш. 61°51′ в. д.HGЯO
- Акакуль 55°37′ с. ш. 60°39′ в. д.HGЯO
- Акман 53°22′34″ с. ш. 60°50′30″ в. д.HGЯO
- Актюбинское
- Аку́ля
  - Большая Акуля
  - Ма́лая Аку́ля
- Акчакуль
- Алаат
- Ала́буга
  - Ала́буга (в Карабашском округе)
  - Ала́буга (в Каслинском районе) 55°54′ с. ш. 60°54′ в. д.HGЯO
  - Ала́буга (в Красноармейском районе)
- Алекай
  - Большой Алекай
  - Малый Алекай
- Алла́ки
  - Большие Аллаки
  - Малые Аллаки
- Алтын-Куль
- Алтыр
- Анашка
- Анбаш
- Анжелы
- Ара́куль
- Арашкуль
- Аргая́ш
  - Аргаяш (в Аргаяшском районе) 55°29′ с. ш. 60°55′ в. д.HGЯO
  - Аргаяш (в Миассе) 54°59,50′ с. ш. 60°13′ в. д.HGЯO
- Аскакуль
- Асламбай
- Аткуль
- Ачли́куль (в Красноармейском районе) 55°32′ с. ш. 62°25′ в. д.HGЯO

## Б
- Баик
- Байнауш
- Бара́ус 55°8,70′ с. ш. 60°20′ в. д.HGЯO
- Барахта́н
- Барышево
- Барны:
  - Малые Барны
- Баснекай
- Башакуль
- Башикуль
- Бектыш
- Белексикуль
- Бели́куль 55°41′ с. ш. 62°25′ в. д.HGЯO
- Белишкуль
- Бердениш
- Бигарды
- Биды
- Биляшкуль:
  - Большой Биляшкуль
- Бирюзовое
- Боляш:
  - Большой Боляш 55°0,70′ с. ш. 60°21,30′ в. д.HGЯO
- Боровое
- Боровушка
- Брехуново
- Бугодак:
  - Большой Бугодак
  - Малый Бугодак
- Булдым
- Бурматово
- Бурхалкуль
- Бута́ш 54°35′ с. ш. 62°04′ в. д.HGЯO

## В
- Верстовое 54,316270° с. ш. 61,430044° в. д.HGO
- Второ́е 55°12,50′ с. ш. 61°35,50′ в. д.HGЯO

## Г
- Гнилое
- Голубое
- Горбунное
- Горькое:
  - Горькое (в Красноармейском районе)
  - Горькое (в Троицком районе)
- Горькое-1
- Горько-Солёное
- Грязное

## Д
- Деньгино
- Джаныкуль
- Долгое:
  - Долгое (в Каслинском районе)
  - Долгое (в Увельском районе)
- Доронькино
- Дуванкуль

## Е
- Ела́нчик
  - Большой Еланчик
  - Еланчик 54°55,50′ с. ш. 60°10,50′ в. д.HGЯO
- Ело́вое 55°00′ с. ш. 60°18′ в. д.HGЯO
- Е́ткуль
- Еткульское

## З
- Зибикуль
- Зингейка
- Зыково
- Зюра́ткуль

## И
- Игши
- Ильменское
- Инышко 55°11,25′ с. ш. 60°4,80′ в. д.HGЯO
- Ирдяги
  - Большие Ирдяги
  - Малые Ирдяги
- Иртяш
- Иряскуль
- Исаково
- Исенгильды
- Искандар
- И́ткуль
- Ишалино
- Ишкуль

## К
- Кабанье
- Каган
  - Большой Каган
  - Малый Каган
- Кадкуль
- Каинкуль
- Кайгусты
- Кайкаскуль
- Калды 55°40′ с. ш. 61°18′ в. д.HGЯO
- Камбулат
- Карабай
- Карабановский карьер (неоф. Голубое озеро (карьер)[1] 54,347895° с. ш. 61,382858° в. д.HGO
- Карабалык
- Карагайкуль
  - Карагайкуль (в Аргаяшском районе)
  - Карагайкуль (в Кунашакском районе)
- Карагайское
- Карагуз
- Карагуш
- Каракульмяк
- Караматкуль
- Карамыс
- Карасье
- Каратабан
- Каратай
- Каратибиз
- Карачай
- Картабыз
- Касагалы:
- Большие Касагалы
- Касарги́ 55°23,50′ с. ш. 61°14′ в. д.HGЯO
- Каскабаш
- Касли́
  - Большие Касли
  - Малые Касли
- Катай
- Кирды
- Киреты
- Киржакуль
- Кисега́ч
  - Большой Кисегач (в Каслинском районе)
  - Малый Кисегач (в Каслинском районе)
  - Большой Кисегач (в Чебаркульском районе и Миассе)
  - Малый Кисегач (в Чебаркульском районе и Миассе) 55°4,80′ с. ш. 60°18,60′ в. д.HGЯO
  - Малый Кисегач (в Сосновском и Аргаяшском районах) 55°23′ с. ш. 61°06′ в. д.HGЯO
- Кичкибаз 54°20,16′ с. ш. 61°40,30′ в. д.HGЯO
- Кожакуль
- Комкуль
- Копылово
  - Большое Копылово
  - Малое Копылово
- Корчужово
- Кочердык
- Кошкуль:
  - Кошкуль (в Красноармейском районе)
  - Кошкуль (в Миасском округе)
- Креме́нкуль
  - Большой Кременкуль 55°10,20′ с. ш. 61°9,30′ в. д.HGЯO
  - Малый Кременкуль 55°11,70′ с. ш. 61°07′ в. д.HGЯO
- Кривое
- Круглое
- Кулат
- Кулдыбай
- Куликай
- Култайки
  - Большые Култайки
  - Малые Култайки
- Кулькуль
- Кумку́ль 55°25,60′ с. ш. 61°07′ в. д.HGЯO
- Кумырли
- Кунашак
- Кунгуль:
  - Малый Кунгуль
- Кундравинское 54°51′ с. ш. 60°14′ в. д.HGЯO
- Кункуль:
  - Большой Кункуль
  - Малый Кункуль
- Кунтуды
- Кур-Кумляк
- Куракли-Маян
- Курги́ 55°26′ с. ш. 61°12′ в. д.HGЯO
- Курейное
  - Большое Курейное
  - Малое Курейное
- Курлады
- Ку́рочкино 55°2,60′ с. ш. 61°30′ в. д.HGЯO
- Куташи
- Куяныш
- Куяш (в Каслинском районе):
  - Большой Куяш
  - Малый Куяш
- Куяш (в Кунашакском районе)
- Кызылташ
- Кысыкуль

## Л
- Лаврушино

Лапташ:
- Большой Лапташ
- Лебя́жье 54°29,80′ с. ш. 62°18,50′ в. д.HGЯO

## М
- Мамынкуль
- Мариничево озеро Увельском районе. 54,407063° с. ш. 61,411361° в. д.HGO
- Мачакуль
- Маян
- Медиак:
- Большой Медиак
- Мезенцево
- Миассовое:
  - Большое Миассово 55°9,40′ с. ш. 60°16,60′ в. д.HGЯO
  - Малое Миассово 55°10′ с. ш. 60°21′ в. д.HGЯO
- Миниты
- Минеево озеро в посёлке Увельский. 54,436083° с. ш. 61,359701° в. д.HGO
- Мисяш
  - Малый Мисяш
- Могшиты
- Мундугул
- Мутное
- Мыркай
- Мысово
- Мышайкуль 54°30′ с. ш. 61°43′ в. д.HGЯO
- Мышты

## Н
- Назарово
- Нанога
  - Большая Нанога
  - Малая Нанога

## О
- Огачкуль
- Ожигай
- Окункуль
- Осветр
- Островко
- Островное
- Отнога

## П
- Пе́рвое 55°12′ с. ш. 61°31′ в. д.HGЯO
- Пески-1
- Песчаново
- Песчаное озеро коло деревни Песчаное 54,389808° с. ш. 61,421859° в. д.HGO
- Пионерское
- Подборное
- Подовинное
- Половинное
- Попово:
  - Большое Попово
  - Малое Попово
- Пресное
- Пресны:
  - Малые Пресны
- Пруд 55°06′ с. ш. 60°16′ в. д.HGЯO
- Пыхово
- Пятково

## Р
- Рамгуль
- Репенды

## С
- Сабанай
- Савелькуль
- Сагаусты
- Сагишты
- Сагыльяк
- Сазаново
- Сайгерлы
- Саламатка
- Салырбай
- Сарсенги
- Сартан
- Сарыкуль (в Еманжелинском районе)
- Сарыкуль (в Еткульском районе):
  - Большой Сарыкуль
  - Малый Сарыкуль
- Саэмбет
- Светленькое
- Светлое
- Сеидкуль
- Селезян
- Селиткуль:
  - Большой Селиткуль
  - Малый Селиткуль
- Сергайды
- Серебры
- Ситовое 54,316270° с. ш. 61,430044° в. д.HGO
- Сила́ч
- Сина́ра 56°6,50′ с. ш. 60°45′ в. д.HGЯO
- Синегла́зово 55°00′ с. ш. 61°25′ в. д.HGЯO
- Сладкое
- Смо́лино 55°05′ с. ш. 61°26′ в. д.HGЯO
- Солёное
- Сопляково
- Сосновенькое
- Сосновое (в Красноармейском районе) 54°31′ с. ш. 62°19,70′ в. д.HGЯO
- Сосновое в Кунашакском районе
  - Большое Сосновое
- Сугомак
- Сугоя́к
- Сумки-2
- Сунгу́ль
- Сункурдук
- Суну́куль
  - Большой Сунукуль 55°3,90′ с. ш. 60°23,50′ в. д.HGЯO
  - Малый Сунукуль 55°5,40′ с. ш. 60°22′ в. д.HGЯO
- Суртаныш
- Сыканды́к
- Сыпкай
- Сыргайды
- Сырыткуль
- Сысертское

## Т
- Табаккуль
- Табанкуль
- Табыньша
- Тайги
- Таламай
- Тамакуль
- Таныш
- Тару́тинское 53°47′ с. ш. 61°01′ в. д.HGЯO
- Таткуль:
  - Большой Таткуль
- Татыш:
  - Татыш (в Озёрском городском округе)
  - Татыш (в Снежинском городском округе)
- Таузаткуль 54°26′ с. ш. 61°53′ в. д.HGЯO
- Ташкуль
- Тептярги
- Теренкуль:
  - Большой Теренкуль
  - Теренкуль (в Аргаяшском районе) 55°28′ с. ш. 61°17,50′ в. д.HGЯO
  - Теренкуль (в Кунашакском районе) 55°49′ с. ш. 61°13′ в. д.HGЯO
  - Теренкуль (в Кыштымском городском округе) 55°46′04″ с. ш. 60°34′54″ в. д.HGЯO
  - Теренкуль (на границе Аргаяшского района и Кыштымского городского округа) 55°34′03″ с. ш. 60°31′11″ в. д.HGЯO
  - Теренкуль (в Октябрьском районе)
  - Теренкуль (в Снежинском городском округе)
  - Теренкуль (в Чебаркульском районе)
- Терень-Куль
- Тёмное
- Тиренкуль
- Тирикуль
- Тишки
- Тогузак
- Травяное:
  - Большое Травяное
- Тре́тье 55°12,50′ с. ш. 61°40′ в. д.HGЯO
- Треустан
- Тугуняк
- Тузанкулмяк
- Турат
- Тургоя́к 55°9,50′ с. ш. 60°04′ в. д.HGЯO
- Турфа
- Тюлюганды

## У
- Увильды 55°31′ с. ш. 60°30′ в. д.HGЯO
- Уелги 55°47′ с. ш. 61°33′ в. д.HGЯO
- Узу́нкуль 55°26′ с. ш. 61°19′ в. д.HGЯO
- Улага́ч 55°38′ с. ш. 60°45′ в. д.HGЯO
- Урефты́ 55°25′ с. ш. 61°26′ в. д.HGЯO
- Урукуль
- Ускуль:
  - Большой Ускуль
- Утемис
- Уфимское

## Ф
- Феклино

## Х
- Хагальгим 55°37,13′ с. ш. 60°53,60′ в. д.HGЯO
- Хайранкуль
- Хохлан
- Хохловатое

## Ч
- Чарысалык
- Чёрное 56,207013° с. ш. 61,787710° в. д.HGO
- Чёрное 54,405819° с. ш. 61,435030° в. д.HGO
- Чебакуль 55°40′ с. ш. 61°25′ в. д.HGЯO
- Чебарку́ль
- Чебачье:
  - Большое Чебачье
  - Малое Чебачье
- Чекатай
- Черкаскуль
- Большой Чертаны́ш 54°57,90′ с. ш. 60°00′ в. д.HGЯO
- Четвёртое 55°12,40′ с. ш. 61°42,70′ в. д.HGЯO
- Чусовско́е
  - Большое Чусовское
  - Малое Чусовское
- Чучкалы

## Ш
- Шаблиш
- Шантропай
  - Большой Шантропай
  - Малый Шантропай
- Шарыпкуль
- Шатрово
- Шеломенцево
- Шелюгино
- Шишкино
- Шувалды
- Шугуняк 55°37,70′ с. ш. 61°33′ в. д.HGЯO
- Шуранкуль

## Ю
- Южиган
- Юлаш
- Юшты

## Я
- Яманай
- Ямское
  - Малое Ямское
  - Большое Ямское
- Яу-Балык
- Ячменкуль